# De personis
Il De personis libri III, o più semplicemente De personis, è un'opera di Marco Terenzio Varrone, non pervenuta, appartenente al gruppo di studi storico-letterari e filologici dell'erudito reatino.
L'opera, di cui rimangono solamente alcuni frammenti, descriveva i personaggi e le maschere del teatro latino; era suddivisa in tre libri.